# X's & O's
X's & O's è un film del 2007 diretto da Kedar Korde.
Negli USA (Hollywood Film Festival) è uscito il 19 ottobre 2007.